# Dražice (ort i Kroatien, Gorski kotar)
Dražice är en ort i Kroatien.   Den ligger i länet Gorski kotar, i den västra delen av landet, 130 km väster om huvudstaden Zagreb. Dražice ligger 297 meter över havet och antalet invånare är 1 814.
Terrängen runt Dražice är huvudsakligen kuperad, men österut är den bergig. Runt Dražice är det glesbefolkat, med 20 invånare per kvadratkilometer. Närmaste större samhälle är Rijeka, 7,1 km sydväst om Dražice. I omgivningarna runt Dražice växer i huvudsak blandskog.